# AstroNet – Polski Portal Astronomiczny
AstroNET – Polski Portal Astronomiczny – naukowy portal internetowy o tematyce astronomicznej, w szczególności poświęcony badaniom kosmosu, astronautyce i zjawiskom astronomicznym, w tym publikujący wyniki badań naukowych Układu Słonecznego. Portal działa od 1 września 2000 i jest prowadzony przez redaktorów związanych z Klubem Astronomicznym Almukantarat.

## Zawartość portalu
Na portalu opublikowano dotychczas ponad 10 tysięcy artykułów, 10 tysięcy zdjęć i skatalogowano ponad tysiąc stron internetowych o tematyce astronomicznej. W dziale aktualności AstroNEWS swoje artykuły opublikowało ponad 100 autorów.

### Początki działalności (2000-2016)
AstroNET oryginalnie składał się z następujących działów:
- AstroNEWS – serwis aktualności[4], dostępny również przez WAP, listę mailingową i RSS,
- AstroGALLERY – galeria zdjęć i ilustracji związanych z astronomią,
- AstroLINKS – katalog stron o tematyce astronomicznej,
- AstroFORUM – forum dla czytelników,
- AstroWORDS – leksykon pojęć z dziedziny astronomii,
- AstroSEARCH – wyspecjalizowana wyszukiwarka umożliwiająca odnalezienie informacji we wszystkich działach portalu.

### Niedawna struktura strony (2016-2024)
W roku 2016 AstroNET doczekał się nowej odsłony, z odświeżoną stroną główną i nowymi kategoriami. Od tego momentu funkcjonował głównie jako portal z aktualnościami, wraz z zanikiem funkcji katalogu stron, który stał się zbędny. Publikowane były przede wszystkim newsy/reportaże, pisane na podstawie nowości publikowanych na łamach stron agencji kosmicznych, firm przemysłu astronautycznego i innych portali naukowych newsów z dziedziny astronomii, ale także nauk pokrewnych. Na portalu działały również: segment „autorski”, gdzie znajdowały się artykuły na podstawie referatów naukowych czy oryginalne prace popularnonaukowe, jak również działy recenzji, wydarzeń i obserwacji nieba.
Kategorie artykułów na portalu AstroNET:
- Autorskie – wszystko to, co związane z kosmologią, astrofizyką i innymi naukami pokrewnymi[5],
- Układ Słoneczny – obserwacje, badania i wszystko inne, co dotyczy naszego najbliższego, ziemskiego otoczenia[6],
- Ten dalszy Wszechświat – artykuły na temat odkryć z dalszej części Wszechświata, obiekty głębokiego nieba, czarne dziury, egzoplanety i inne obiekty[7],
- Loty kosmiczne – starty rakiet, wynalazki i patenty pozwalające człowiekowi i jego dziełom dostawać się w przestrzeń kosmiczną[8],
- Teraz na niebie – najciekawsze obiekty nad naszymi głowami[9],
- Wydarzenia i imprezy – nadchodzące wydarzenia, imprezy, relacje z obozów i seminariów astronomicznych Klubu Astronomicznego Almukantarat[10],
- Recenzje  – recenzje filmów, książek popularnonaukowych i innych produktów związanych z astronomią i naukami pokrewnymi[11].

Mimo zmiany skupienia na publikowanie aktualności, inne oryginalne działy również zostały zrewitalizowane. Dział AstroWORDS został przywrócony jako Astrosłownik, a AstroGALLERY jako galeria astrofotografii. Powstał również Kosmiczny kalendarz, gdzie znajdują się notki o wydarzeniach cyklicznych, takich jak urodziny znanych naukowców, a także regularnie umieszczane informacje dotyczące lotów kosmicznych, czy też spotkań tematycznych.

### Obecna struktura strony (2024- )
Pod koniec 2024 roku portal ponownie zyskał nowy styl, jednakże zmiana nie była tak drastyczna, jak w przypadku poprzedniej. Na stronie głównej znalazły się:
- Horyzont Zdarzeń – sekcja zawierające wszystkie najnowsze artykuły,
- Galeria astrofotograficzna – miejsce publikacji zdjęć kosmosu, wraz z informacjami o autorze, sprzęcie i licencji grafik,
- Kosmiczny kalendarz – segment zawierający notki o wydarzeniach cyklicznych, takich jak urodziny znanych naukowców, a także regularnie umieszczane informacje dotyczące lotów kosmicznych, czy też spotkań tematycznych.
- Badania kosmosu – kategoria, w której znajdywały się nowości z tematyki nowych odkryć, obserwacji i badań astronomicznych, w tym Układu Słonecznego, ale też całego Wszechświata, oraz serie tematyczne w tym zakresie, m.in. Katalog Caldwella
- Astronautyka – kategoria artykułów dotyczących startów rakiet, wynalazków i patentów pozwalających człowiekowi i jego dziełom dostawać się w przestrzeń kosmiczną[8], w tym newsów oraz serii, mianowicie Misje Kosmiczne XX wieku
- Obserwacje – kategoria artykułów na temat obserwacje nieba, w tym najdłużej trwającej serii na portalu, Teraz na niebie, a także poradnika obserwacji i poradnika astrofotografii
- Astronomia w Polsce – kategoria obejmujące wszelkie teksty ze świata astronomii i nauk pokrewnych w Polsce
- Wydarzenia – kategoria artykułów omawiających nadchodzące wydarzenia, imprezy, m.in. relacje z obozów i seminariów astronomicznych Klubu Astronomicznego Almukantarat[10],
- Recenzje  – kategoria artykułów zawierająca recenzje filmów, książek popularnonaukowych i innych produktów związanych z astronomią i naukami pokrewnymi[11].

## Historia
Portal działa od 1 września 2000 roku. Założycielem i pierwszym Redaktorem Naczelnym był Marcin „Azzie” Marszałek. Pierwszym uruchomionym działem był katalog linków, w grudniu 2000 dołączono aktualności, następnie galerię. Z czasem portal był rozbudowywany o kolejne działy i funkcjonalności. W 2002 roku prowadzony był konkurs AstroSTRONA, w którym znane w internetowym środowisku astronomicznym osoby nominowały prowadzone przez hobbystów strony internetowe godne wyróżnienia. W dziale aktualności AstroNEWS swoje artykuły opublikowało ponad 100 autorów. Z czasem największą popularność zdobył dział aktualności, który przejął funkcje pozostałych, tworząc portal w dzisiejszej formie.
Obecnie rozwijanych jest wiele aspektów portalu. Głównym działem dalej są artykuły, czyli: nowości (docelowo publikowane w formie rozbudowanych reportaży), serie, mianowicie „Przygotowanie do Olimpiady Astronomicznej” oraz „Teraz na niebie”, a także recenzje oraz wywiady. Ponadto AstroNET posiada własny kalendarz oraz galerię astrofotografii, które dynamicznie się rozwijają. W przeszłości były również prowadzone takie serie, jak „Ludzie kosmosu”, „Misje kosmiczne XX wieku”, „W kosmicznym obiektywie”, „W Układzie Słonecznym”, „Mity wśród gwiazd”, „Katalog Caldwella”, czy „Śladami Messiera”.
Strona jest polecana jako serwis edukacyjny o tematyce astronomicznej przez Polskie Towarzystwo Miłośników Astronomii oraz Planetarium Śląskie i inne organizacje edukacyjne.
Portal uczestniczył w polskich obchodach Międzynarodowego Roku Astronomii 2009.
Strona jest polecana jako serwis edukacyjny o tematyce astronomicznej przez Polskie Towarzystwo Miłośników Astronomii, Planetarium Śląskie, Wydawnictwo Naukowe PWN i inne organizacje edukacyjne.
AstroNET jest oznaczony Międzynarodowym Znormalizowanym Numerem Wydawnictwa Ciągłego – ISSN 1689-5592.